# Manuel María Gálvez Egúsquiza
Manuel María Gálvez Egúsquiza (Cajamarca, 1 de octubre de 1837 - Lima, 27 de marzo de 1917) fue un abogado, magistrado, catedrático universitario y político peruano.
Fue ministro de Relaciones Exteriores del gobierno de Francisco García Calderón, durante la ocupación chilena en plena guerra del Pacífico, siendo apresado y confinado en Chile junto a dicho presidente por negarse a firmar la paz con cesión territorial (1881). Durante el gobierno de Eduardo López de Romaña fue presidente del Consejo de Ministros y nuevamente ministro de Relaciones Exteriores (1899). Fue también diputado y senador de la República, y fiscal de la Corte Suprema, así como catedrático de Derecho Civil y decano de la Facultad de Jurisprudencia de la Universidad de San Marcos.

## Biografía
Hijo del coronel limeño José Manuel Gálvez Paz y María Micaela Egúsquiza y Aristizábal. Fue el menor de los célebres «hermanos Gálvez», que tanta figuración tuvieron en la vida política peruana: José Gálvez Egúsquiza (1819-1866), líder liberal y secretario de Guerra, que murió heroicamente en el combate del Callao; y Pedro Gálvez Egúsquiza (1822-1872), también líder liberal y magistrado.
Estudió en el Colegio Nacional Nuestra Señora de Guadalupe (1849-1854), dirigido entonces por el maestro español Sebastián Lorente y sus hermanos José y Pedro Gálvez. Luego pasó al Convictorio de San Carlos, donde se graduó de bachiller en Jurisprudencia en 1858 y se recibió de abogado en 1860. Por esos años ejerció también como profesor de Historia en el Colegio Guadalupe.
Durante el segundo gobierno de Ramón Castilla fue nombrado miembro de la legación diplomática acreditada en España y Francia, a la cabeza de la cual estaba su hermano Pedro Gálvez (1860-1864). De vuelta al Perú, se consagró al ejercicio de su profesión. Fue secretario del Tribunal del Consulado (1865-1868) y catedrático de Matemáticas en el Colegio Militar. En 1869 se graduó de doctor en Jurisprudencia y pasó a ser catedrático de Derecho Civil en San Marcos.
Fue elegido diputado propietario o titular por Cajabamba, cargo que ejerció de 1868 a 1876, en los gobiernos de José Balta y Manuel Pardo y Lavalle. Luego fue elegido diputado propietario por Celendín, cargo que ejerció de 1876 a 1879, durante el gobierno de Mariano Ignacio Prado, hasta el golpe de Estado perpetrado por Nicolás de Piérola, en plena Guerra del Pacífico. También formó parte del Concejo Departamental de Lima (1876).
Tras la ocupación de Lima por los chilenos en enero de 1881, participó de la Junta de Notables que apoyó a Francisco García Calderón en su elección como presidente provisorio. Asumió entonces el cargo de ministro de Relaciones Exteriores, formando parte del gabinete ministerial presidido por Aurelio Denegri (12 de marzo de 1881). Logró que Chile otorgara el carácter de zona neutral al pueblo de La Magdalena, donde se instaló la sede del gobierno nacional del Perú.
También aparece registrado como diputado por la provincia de Quispicanchi ante la Asamblea Nacional de Ayacucho convocado por Nicolás de Piérola en julio de 1881. Este congreso aceptó la renuncia de Piérola al cargo de Dictador que había tomado en 1879 y lo nombró presidente provisorio. Sin embargo, el desarrollo de la guerra generó la pérdida de poder de Piérola por lo que este congreso no tuvo mayor relevancia.
Como Canciller de la República, asesoró al presidente García Calderón, desplegando una vasta actividad política y diplomática, que despertó el recelo de los chilenos. Una de sus tareas más importantes fue resistir las presiones de Chile para que el Perú firmara la paz con cesión territorial y con crecidas indemnizaciones, por lo que no tardó en sufrir las represalias del invasor. El 28 de septiembre de 1881, los chilenos, a través de un bando, suspendieron toda autoridad en Lima que no fuera la que emanara de su cuartel general de ocupación. El 6 de noviembre, acusado de haber desobedecido dicha orden, Gálvez fue arrestado junto con el presidente García Calderón. A ambos lo deportaron a Quillota, Chile, por órdenes del almirante Lynch.
En Chile, participó en las gestiones de paz iniciadas por el ministro brasileño Juan Duarte Da Ponte Ribeyro, que no llegaron a buen término. En junio de 1882 se le permitió volver al Perú. Reasumió entonces su cátedra sanmarquina, pero por negarse a pagar cupos a los chilenos sufrió continuos maltratos.
Tras la firma de la paz con Chile, fue elegido decano de la Facultad de Jurisprudencia (1883-1887). En 1884 formó parte, como representante de Quispicanchi, de la Asamblea Constituyente convocada por el presidente Miguel Iglesias luego de la firma del Tratado de Ancón, el mismo que puso fin a la guerra del Pacífico. Esta asamblea no sólo ratificó dicho tratado sino también ratificó como presidente provisional a Miguel Iglesias, lo que condujo a una guerra civil, de 1884 a 1885. Los revolucionarios, encabezados por el general Andrés Avelino Cáceres, triunfaron y derrocaron a Iglesias.
Fue decano del Colegio de Abogados de Lima (1885-1886) y, con la reinstauración de la democracia en el primer gobierno de Andrés Avelino Cáceres, fue elegido senador por el departamento de Cajamarca, cargo que ejerció de 1886 a 1887. Por entonces, formó también parte de la Comisión Consultiva de Relaciones Exteriores, organismo creado por el Ejecutivo.
El 10 de septiembre de 1887 fue nombrado fiscal de la Corte Suprema, por lo que abandonó la docencia y se consagró al ejercicio de la magistratura. En 1888 viajó a Montevideo, al ser nombrado, junto con Cesáreo Chacaltana, como delegado peruano ante el Congreso Internacional de Derecho Internacional Privado.
Ya en las postrimerías del siglo XIX, fue nombrado presidente del Consejo de Ministros y ministro de Relaciones Exteriores del recién inaugurado gobierno del ingeniero Eduardo López de Romaña, pero en dichos cargos duró apenas tres meses (de 8 de septiembre a 14 de diciembre de 1899).
Fue presidente del Club Nacional (1897-1899). Se jubiló en 1908 y falleció en 1917.

## Descendencia
Contrajo matrimonio con Isabel Carolina Cristina Rodrigo Imaña, hija de Nicolás Rodrigo Reynaldo y de Josefa de los Dolores Imaña Álvarez.
Entre sus hijos estuvieron:
- Adriana Gálvez Rodrigo, casada con el político Salvador Gutiérrez Pestana.
- Blanca Isabel María Gálvez Rodrigo.
- María Teresa Rosa Gálvez Rodrigo.

Entre sus descendientes se encuentran el genealogista Carlos Schaaf Gandolfo y Lucila Gutiérrez Murguía, esposa del excanciller Francisco Tudela y madre de la congresista Adriana Tudela.